# Patukgawemulyo
Patukgawemulyo is een bestuurslaag in het regentschap Kebumen van de provincie Midden-Java, Indonesië. Patukgawemulyo telt 1578 inwoners (volkstelling 2010).